# Haver Peak
Haver Peak är en bergstopp i Antarktis. Den ligger i Västantarktis. Inget land gör anspråk på området. Toppen på Haver Peak är 772 meter över havet.
Terrängen runt Haver Peak är lite bergig.  Trakten är obefolkad. Det finns inga samhällen i närheten.